# Neoathyreus tortuguerensis
Neoathyreus tortuguerensis es una especie de coleóptero de la familia Geotrupidae.

## Distribución geográfica
Habita en Costa Rica.